# Morphinane
Le morphinane  est le noyau de base d'une large classe de composés chimiques psychotropes, les morphinanes, constituée entre autres d'analgésiques opiacés, d'antitussifs et d'hallucinogènes dissociatifs.
Squelette de base azoté de la morphine malgré son nom qui évoque un carbure, formé par l'imbrication d'un noyau phénanthrène et d'un noyau isoquinoléine réduit, qu'on retrouve dans des analgésiques morphiniques de synthèse, tel le dextrométhorphane, son dérivé méthoxylé.

## Dérivés
Le morphinane possède de nombreux dérivés. On peut citer parmi les dérivés proches :
- la désomorphine

- le dextrallorphane
- le dextrométhorphane
- le dextrorphane
- la diacétylmorphine
- le dimémorfane
- le lévallorphane
- le lévofuréthylnormorphanol
- le lévométhorphane
- le lévophenacylmorphane
- le lévorphanol
- le méthorphane
- le morphanol
- l'oxilorphane
- le phénomorphane
- le xorphanol

les dérivés plus lointains:
- le butorphanol
- le cyprodime
- le drotébanol
- la nalbuphine
- la sinoménine

et bien sûr :
- la morphine (et ses analogues)

## Composés apparentés
Composés apparentés au morphinane :
- l'hasubanane
- l'hasubanonine